# Lepidochrysops butha
Lepidochrysops butha är en fjärilsart som beskrevs av Starnd 1911. Lepidochrysops butha ingår i släktet Lepidochrysops och familjen juvelvingar. Inga underarter finns listade i Catalogue of Life.